# Althornbach

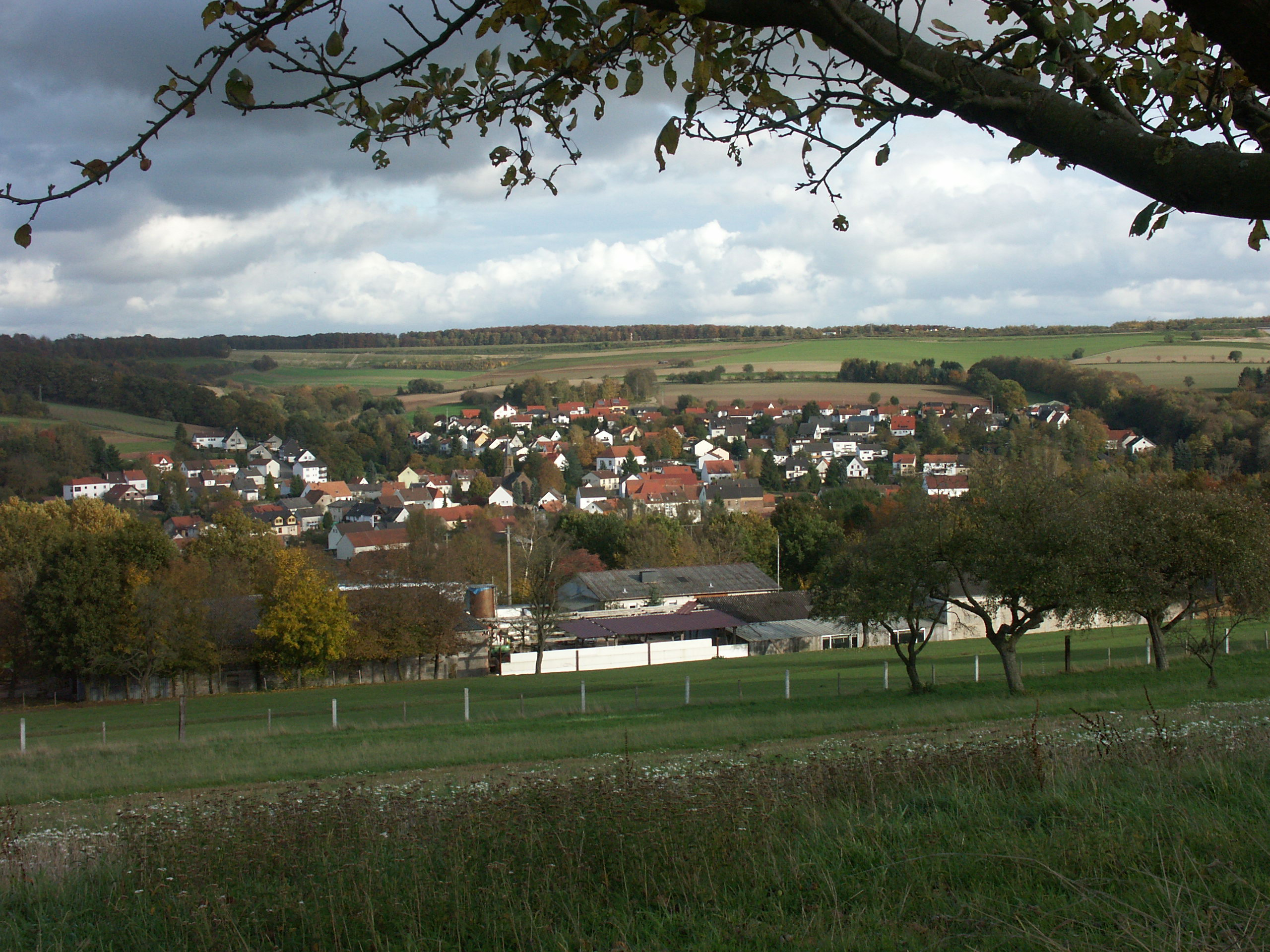
Ortsbild von Althornbach

Althornbach ist eine Ortsgemeinde im Landkreis Südwestpfalz in Rheinland-Pfalz. Sie gehört der Verbandsgemeinde Zweibrücken-Land an.

## Geographie

### Lage
Althornbach liegt in der Region Pfalz, am Rande des Zweibrücker Hügellandes. Zu Althornbach gehören der Weiler Bödingerhof sowie die Wohnplätze Buchholzbergerhof und Hübelhof. Nachbargemeinden sind – im Uhrzeigersinn – Zweibrücken, Contwig, Dietrichingen, Mauschbach, Hornbach und Blieskastel.

### Gewässer
Die Gemeinde befindet sich im Tal des Hornbachs, überwiegend rechts des Baches, dem durch den Ort von rechts der Althornbach zufließt. Der Buchholzgraben bildet kurz vor seiner Mündung in den Hornbach die Grenze zwischen Hornbach und Althornbach, die anschließend vom Hornbach in die südliche Richtung fortgesetzt wird.

## Geschichte
Althornbach wurde erstmals im Jahre 1272 als „veteri Horbaco“ urkundlich erwähnt, der Bödingerhof 1331 als „Bedingheim“. Die Orte folgten in ihrer territorialen Zugehörigkeit stets Zweibrücken. Bödingen sank im 16. Jahrhundert zu einem Hof herab, lag dann bis 1670 öd und wurde später neu besiedelt.
Das Dorf Althornbach gehörte bis zum Ende des 18. Jahrhunderts zum zweibrückischen Oberamt Zweibrücken und war Sitz einer Schultheißerei, zu der 1778 sechs Dörfer mit 207 Familien gehörten.
Im Jahr 1794 wurde das linke Rheinufer im Ersten Koalitionskrieg besetzt. Von 1798 bis 1814 gehörte Althornbach zum Kanton Neuhornbach im Departement Donnersberg und unterstand der Mairie Rimschweiler. Im Jahr 1802 lebten 173 Einwohner im Ort, davon 161 Reformierte, drei Lutheraner, fünf Mennoniten und vier Katholiken.
Aufgrund der auf dem Wiener Kongress getroffenen Vereinbarungen kam das Gebiet im Juni 1815 zunächst zu Österreich und wurde 1816 auf der Grundlage eines Staatsvertrags an das Königreich Bayern abgetreten. Unter der bayerischen Verwaltung gehörte Althornbach von 1817 an zum Landkommissariat Zweibrücken im Rheinkreis, ab 1862 zum Bezirksamt Zweibrücken und von 1939 an zum Landkreis Zweibrücken.
Nach dem Zweiten Weltkrieg wurde die Gemeinde Althornbach innerhalb der französischen Besatzungszone ein Teil des Regierungsbezirks Pfalz im damals neu gebildeten Land Rheinland-Pfalz. Im Zuge der ersten rheinland-pfälzischen Verwaltungsreform folgte 1972 die Auflösung des Landkreises Zweibrücken; damit einhergehend wechselte die Gemeinde in den Landkreis Pirmasens, der 1997 in Landkreis Südwestpfalz umbenannt wurde. Im selben Jahr wurde Althornbach in die neu gebildete Verbandsgemeinde Zweibrücken-Land eingegliedert.

## Bevölkerungsentwicklung
Die Entwicklung der Einwohnerzahl von Althornbach, die Werte von 1871 bis 1987 beruhen auf Volkszählungen:
| Jahr | Einwohner |
| ---- | --------- |
| 1815 | 184       |
| 1835 | 310       |
| 1871 | 341       |
| 1905 | 475       |
| 1939 | 573       |
| 1950 | 619       |
| 1961 | 657       |

| Jahr | Einwohner |
| ---- | --------- |
| 1970 | 777       |
| 1987 | 669       |
| 1997 | 782       |
| 2005 | 757       |
| 2011 | 750       |
| 2017 | 693       |
| 2023 | 680       |

## Politik

### Gemeinderat
Der Gemeinderat in Althornbach besteht aus zwölf Ratsmitgliedern, die bei der Kommunalwahl am 9. Juni 2024 in einer personalisierten Verhältniswahl gewählt wurden, und dem ehrenamtlichen Ortsbürgermeister als Vorsitzendem.
Die Sitzverteilung im Gemeinderat:
| Wahl | SPD | FDP | UWG | BL | Gesamt   |
| ---- | --- | --- | --- | -- | -------- |
| 2024 | 5   | –   | 7   | –  | 12 Sitze |
| 2019 | 5   | –   | 7   | –  | 12 Sitze |
| 2014 | 8   | –   | 4   | –  | 12 Sitze |
| 2009 | 7   | –   | 1   | 4  | 12 Sitze |
| 2004 | 7   | 3   | 2   | –  | 12 Sitze |

- UWG = Unabhängige Wählergemeinschaft Zweibrücken-Land e. V.

### Bürgermeister
Bernd Kipp (UWG) wurde am 18. August 2019 Ortsbürgermeister von Althornbach. Bei der Direktwahl am 26. Mai 2019 war er mit einem Stimmenanteil von 75,81 % für fünf Jahre gewählt worden. Bei der Direktwahl am 9. Juni 2024 wurde Kipp mit 60,0 % der Stimmen gegen eine Kandidatin der SPD in seinem Amt bestätigt.
Kipps Vorgängerin Ute Klein (SPD) war bei der Wahl 2019 nach über 20 Jahren im Amt nicht erneut angetreten.

### Wappen
| Wappen von Althornbach | Blasonierung: „In Gold auf grünem Boden nebeneinander rechts ein grüner Laubbaum, links ein roter Löwe.“ |
| Wappen von Althornbach | Es wurde 1968 von der Bezirksregierung Rheinhessen-Pfalz verliehen.                                      |

## Kultur

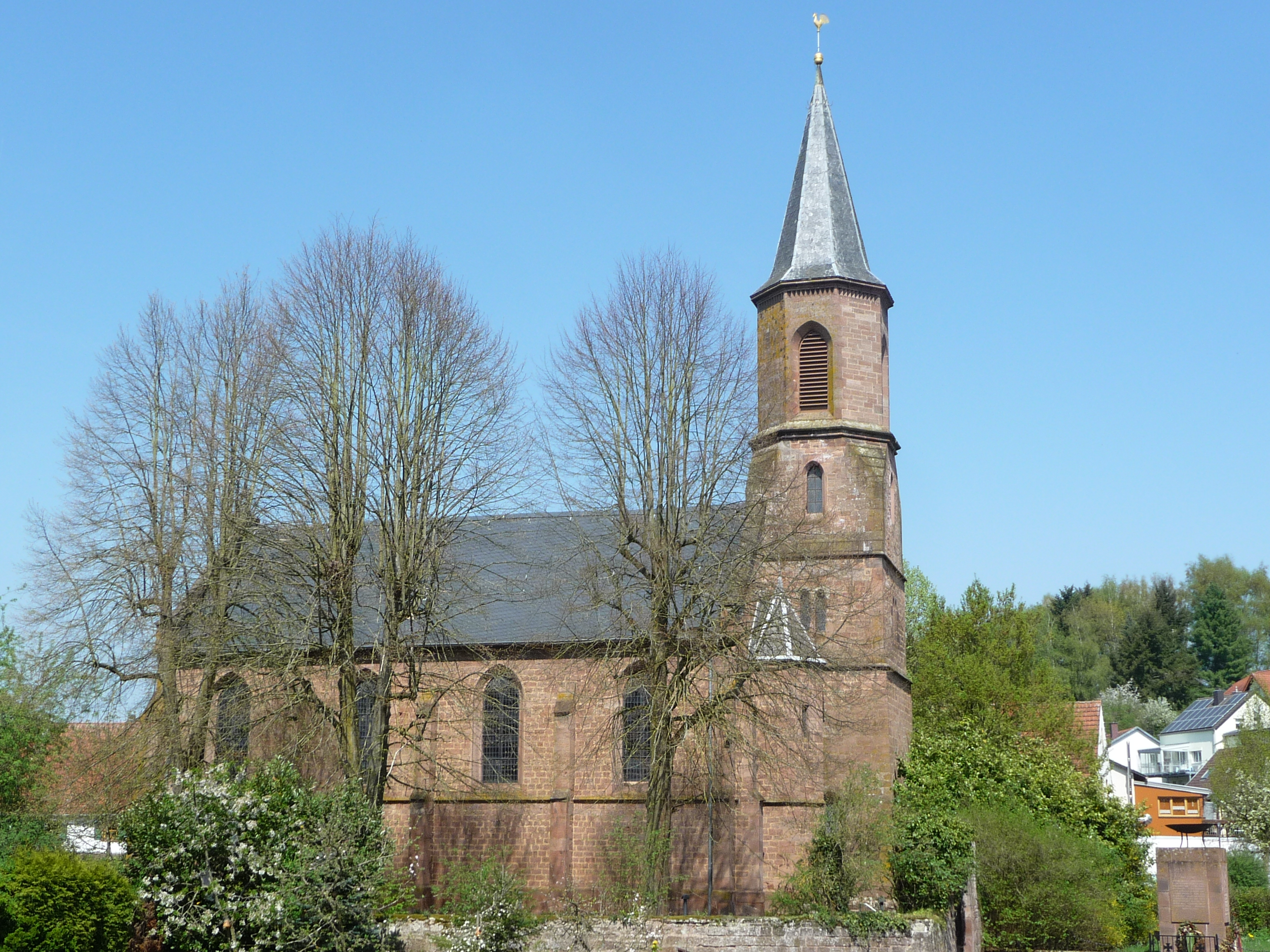
Protestantische Matthiaskirche

### Kulturdenkmäler
Vor Ort befinden sich insgesamt fünf Objekte, die unter Denkmalschutz stehen.

### Natur
Innerhalb der Gemeindegemarkung existieren insgesamt zwei Naturdenkmale.

## Wirtschaft und Infrastruktur

### Verkehr

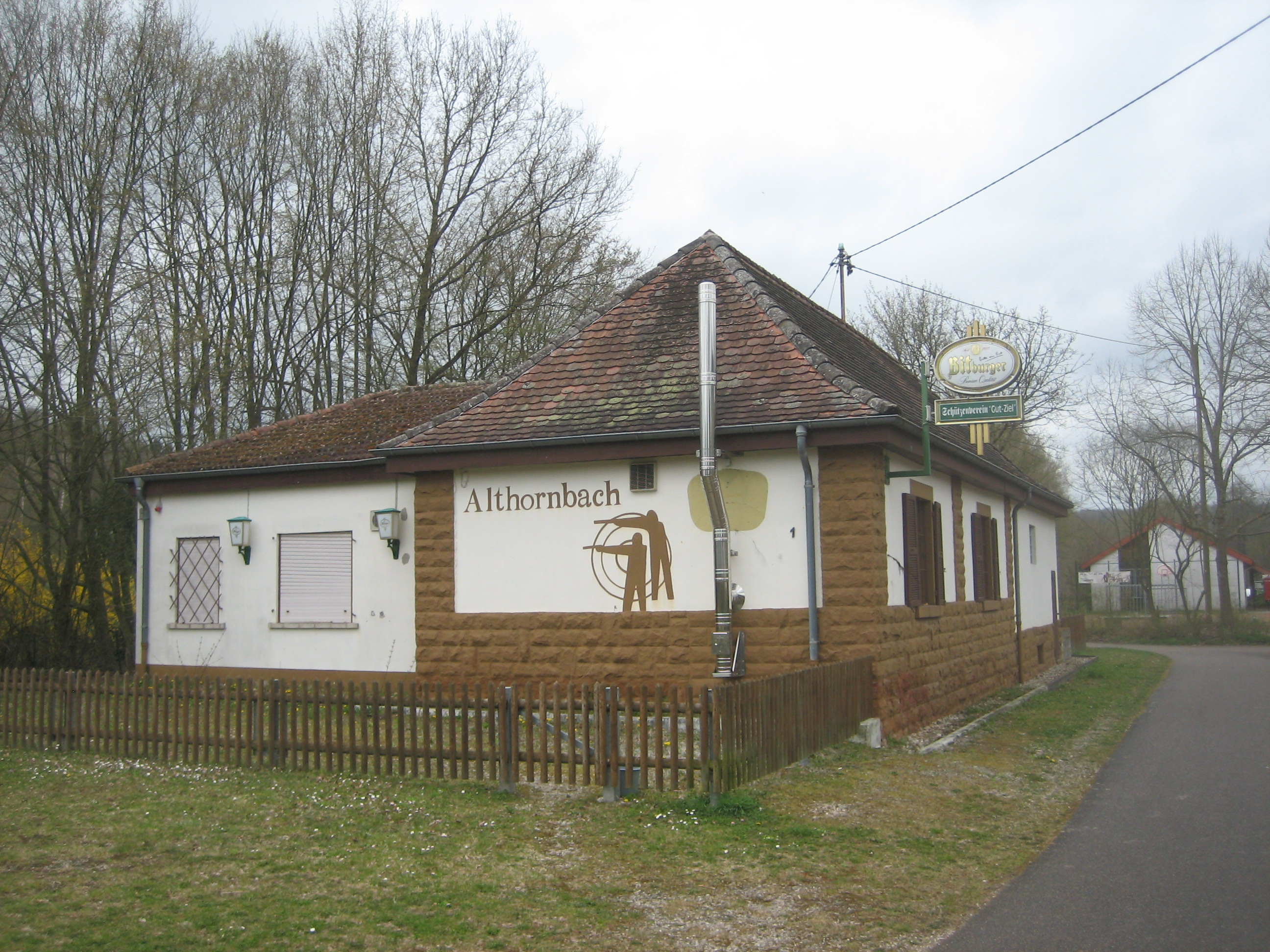
Empfangsgebäude des Bahnhof Althornbach

Althornbach liegt an der B 424. Zur A 8 sind es fünf Kilometer. Zum Flugplatz Zweibrücken sind es zehn Kilometer und zum Flughafen Saarbrücken 38 Kilometer.
Die ehemalige Bahnstrecke Zweibrücken–Brenschelbach, auf der von 1913 bis 1967 Personenverkehr stattfand, ist stillgelegt, auf der Trasse verläuft ein Radweg. Der Bahnhof befand sich am nordwestlichen Ortsrand westlich der Bahngleise. Während der Zeit der Bayerischen Staatseisenbahnen war er als Stationstyp 2 geführt, was bedeutete, dass er „Personen-, Gepäck- und Eilgut-Verkehr“ aufwies. Zum 1. März 1952 wurde der Bahnhof zu einem Haltepunkt herabgestuft, die Signalanlagen wurden entsprechend angepasst und mit einem Agenten besetzt. Sein Empfangsgebäude beherbergt mittlerweile den örtlichen Schützenverein.

### Tourismus
Althornbach liegt an der Nordroute der Pfälzer Jakobswege. Zudem führen der Pirminius-Radweg  und die Rheinland-Pfalz-Radroute durch die Gemeinde, die dort die Trasse der stillgelegten Bahnstrecke benutzen.

## Persönlichkeiten

### Söhne und Töchter der Gemeinde
- Willi Schmidt (* 1934), ehrenamtlicher Bürgermeister von Althornbach (1973–1997), Mitglied des Landtages Rheinland-Pfalz (1979–1996/SPD); Ehrenbürger von Althornbach seit 1997, Buchautor: Mehr Gerechtigkeit wagen. (2011)
- Hans Beckmann (* 1959), Politiker (SPD)

### Personen, die vor Ort gewirkt haben
- Stefan Simon (* 1969), Fußballspieler, spielte in der Saison 1995/96 für den TV Althornbach.